# Gaiole in Chianti
Gaiole in Chianti là một đô thị ở tỉnh Siena trong vùng Toscana, có cự ly khoảng 40 km về phía đông nam của Florence và khoảng 15 km về phía đông bắc của Siena.
Gaiole in Chianti giáp các đô thị: Bucine, Castelnuovo Berardenga, Cavriglia, Montevarchi, Radda in Chianti.